# Vicenza-Bionde
La Vicenza-Bionde és una competició ciclista italiana disputada al mes d'abril entre la ciutat de Vicenza i la localitat de Bionde al municipi de Salizzole. Creada el 1945, es va conèixer fins al 1949 com a Coppa Toder.
Actualment està reservada a ciclistes amateurs i de categoria sub-23.

## Palmarès
| Any            | Vencedor            | Segon                   | Tercer                |
| -------------- | ------------------- | ----------------------- | --------------------- |
| Coppa Toder    |                     |                         |                       |
| 1945           | Lino Carlotti       | Guido Zamperioli        | Antonio Marchesini    |
| 1946           | Arnaldo Faccioli    |                         |                       |
| 1947           | Aurelio Fedrigo     | Luigi Zacchi            | Danilo Bonadiman      |
| 1948           | Arduino Clementi    | Bruno Meneghini         | Leonida Scarato       |
| 1949           | Arduino Clementi    | Luigi Sacchetto         | Goliardo Motti        |
| Vicenza-Bionde |                     |                         |                       |
| 1950           | Alberto Garbo       | Ignazio Trevisan        | Sante Carollo         |
| 1951           | Luigi Benvenuti     | Mario Piazzon           | Arturo Ferrari        |
| 1952           | Cleto Maule         | Vasco Ambroso           | Mario Pistoia         |
| 1953           | Primo Furlani       | Edo Faccioli            | Antonio Zuanazzi      |
| 1954           | Mario Tosato        | Cleto Maule             | Cesare Girardini      |
| 1955           | Rino Bagnara        | Giuseppe Chiesa         | Luciano Aurenghi      |
| 1956           | Savino Accordi      | Loris Campana           | Giulio Favaro         |
| 1957           | Renato Giusti       | Archille Varago         | Giovanni Michelotti   |
| 1958           | Renato Giusti       | Dino Liviero            | Antonio Dal Col       |
| 1959           | no disputada        | no disputada            | no disputada          |
| 1960           | Renzo Cambioli      | Dino Zandegù            | Ennio Zerbinatti      |
| 1961           | Adriano Durante     | Alfonso Melotto         | Luigi Melchiori       |
| 1962           | Giovanni Cordioli   | Giovanni De Franceschi  | Luciano Borghi        |
| 1963           | Giovanni Cordioli   | Alfonso Melotto         | Remo Seganfreddo      |
| 1964           | Vito Zanin          | Franco Mori             | Bruno Vajente         |
| 1965           | Fausto Cotai        | Renato Bonso            | Bruno Vajente         |
| 1966           | Silvano Consolati   | Fulvio Schivardi        | Giampaolo Bolzacchini |
| 1967           | Gaetano Spinello    | Bruno Cherubini         | Valeriano Tacchin     |
| 1968           | Gino Pancino        | Cipriano Chemello       | Carlo Cavazzana       |
| 1969           | Luigi Bombieri      | Bruno Alberti           | Remo Seganfreddo      |
| 1970           | Angelo Soga         | Bruno Fabris            | Franco Trevisan       |
| 1971           | Emidio Bedendo      | Roberto Roviaro         | Luciano Rossignoli    |
| 1972           | Emidio Bedendo      | Giancarlo Pedrina       | Pino Sorgato          |
| 1973           | Ermenegildo Da Re   | Renzo Biondi            | Giuliano Gobbi        |
| 1974           | Flavio Martini      | Giancarlo Penna         | Mario Cremasco        |
| 1975           | Giancarlo Penna     | Adriano Brunelle        | Rossano Rossin        |
| 1976           | Ettore Manenti      | Sante Fossato           | Giorgio Casati        |
| 1977           | Sante Fossato       | Mario Fraccaro          | Agostino Bertagnoli   |
| 1978           | Maurizio Mandelli   | Claudio Girlanda        | Fiorenzo Scalfi       |
| 1979           | Luigi Bussacchini   | Gianpietro Fracassi     | Aldo Borgato          |
| 1980           | Benedetto Patellaro | Ennio Salvador          | Claudio Toselli       |
| 1981           | Daniele Caroli      | Enrico Montanari        | Stei Braiken          |
| 1982           | Mauro Longo         | Sandro Lerici           | Roberto Pagnin        |
| 1983           | Maurizio Bonizzato  | Ezio Moroni             | Mario Del Pup         |
| 1984           | Marco Scandiuzzi    | Roberto Galli           | Francesco Rossignoli  |
| 1985           | Mario Chiesa        | Franco Rossato          | Primož Čerin          |
| 1986           | Johnny Carera       | Eros Poli               | Marco Scandiuzzi      |
| 1987           | Daniele Bruschi     | Giovanni Strazzer       | Federico Savoia       |
| 1988           | Corrado Capello     | Michelangelo Minel      | Arrigo Pegoraro       |
| 1989           | Endrio Leoni        | Giuseppe Citterio       | Aldano Vicentini      |
| 1990           | Ivan Beltrami       | Fabio Baldato           | Gianluca Gorini       |
| 1991           | Maurizio Tomi       | Nicola Minali           | Gianni Simionato      |
| 1992           | David Solari        | Gianni Simionato        | Roberto Zoccarato     |
| 1993           | Mauro Bettin        | Biagio Conte            | Roberto Pistore       |
| 1994           | Ivano Zuccotti      | Claudio Camin           | Simone Bertoletti     |
| 1995           | Davide Casarotto    | Michelangelo Cauz       | Giancarlo Raimondi    |
| 1996           | Marco Zanotti       | Franco Maragno          | Alberto Ongarato      |
| 1997           | Luca Cei            | Daniele Della Tommasina | Ivan Fanelli          |
| 1998           | Fabio Mazzer        | Cristian Caldarelli     | Sasa Gaijcic          |
| 1999           | Crescenzo D'Amore   | Giosuè Bonomi           | Angelo Furlan         |
| 2000           | Luciano Pagliarini  | Alberto Loddo           | Marco Gelain          |
| 2001           | Simone Cadamuro     | Denis Bertolini         | Yuriy Metlushenko     |
| 2002           | Francesco Chicchi   | Mauro Colombera         | Marco Endrizzi        |
| 2003           | Enrico Grigoli      | Enrico Gasparotto       | Mirco Lorenzetto      |
| 2004           | Gianluca Geremia    | Enrico Gasparotto       | Marco Righetto        |
| 2005           | Daniele Di Nucci    | Honorio Machado         | Jonathan Righetto     |
| 2006           | Davide Beccaro      | Muradian Khalmuratov    | Matthew Goss          |
| 2007           | Fabrizio Amerighi   | Andrea Pinos            | Mauro Abel Richeze    |
| 2008           | Andrea Grendene     | Michele Merlo           | Alex Buttazzoni       |
| 2009           | Alessandro Mazzi    | Travis Meyer            | Davide Gomirato       |
| 2010           | Massimo Graziato    | Alexander Serebryakov   | Andrea Pasqualon      |
| 2011           | Andrea Dal Col      | Filippo Fortin          | Ivan Balykin          |
| 2012           | Luca Dugani Flumian | Alberto Cecchin         | Andrea Dal Col        |
| 2013           | Marlen Zmorka       | Nicolas Marini          | Nicola Ruffoni        |
| 2014           | Jakub Mareczko      | Nicolas Marini          | Xhuliano Kamberaj     |
| 2015           | Marco Maronese      | Davide Donesana         | Luca Pacioni          |
| 2016           | Riccardo Minali     | Marco Maronese          | Niko Colonna          |
| 2017           | Mattia De Mori      | Simone Zanni            | Michael Bresciani     |
| 2018           | Giovanni Aleotti    | Rasmus Byriel Iversen   | Gregorio Ferri        |
| 2019           | Gleb Syritsa        | Filippo Baroncini       | Gregorio Ferri        |
| 2020           | Filippo Baroncini   | Lorenzo Cataldo         | Nicolò Parisini       |
| 2021           | Gleb Syritsa        | Andrea Pietrobon        | Davide Boscaro        |
| 2022           | Mattia Pinazzi      | Mattia Garzara          | Davide Persico        |